# 中国幼儿百科全书
《中国幼儿百科全书》是中国大百科全书出版社推出的一部面向3-6岁儿童的百科全书，2010年6月出版第一辑。其内容主要聚焦于一般的生活内容，已出版的分册有《我的家》、《我的身体》、《便利的交通》、《动物伙伴》、《奇妙的植物》、《水从哪里来》、《房子的故事》等。书中有主图、辅图、连环画等趣味配图，语言口语化，贴近幼儿心理。有些内容还与中央人民广播电台合作录制了音频材料。